# Giersbergen
Giersbergen est un hameau néerlandais d'environ 70 habitants, situé dans la commune de Heusden dans la province du Brabant-Septentrional.
Giersbergen a toujours été lié à Drunen. Le hameau est situé entre cette ville et la réserve naturelle des Loonse en Drunense Duinen.